# Kurt Vile
Kurt Samuel Vile (Lansdowne, 3 de janeiro de 1980) é um cantor, compositor, multi-instrumentista e produtor musical estadunidense. Ele é conhecido por seus trabalhos como músico solo.Tanto no estúdio como em performances ao vivo, Vile é acompanhado por sua banda de apoio, The Violators, que atualmente é composta por Jesse Trbovich (baixo, guitarra, saxofone), Rob Laakso (guitarra, baixo) and Kyle Spence (bateria).
Influenciado por Pavement, Neil Young, Tom Petty, and John Fahey, Vile começou sua carreira musical fazendo gravações caseiras de baixa qualidade com o colaborador Adam Granduciel na Filadélfia, Pensilvânia. Focando em sua carreira solo, Vile lançou dois álbuns, Constant Hitmaker (2008) e God Is Saying This to You... (2009), compilando diversas gravações caseiras que datam até 2003. Em 2009, Vile assinou com a Matador Records e lançou seu terceiro álbum, Childish Prodigy. O álbum foi o primeiro a ser gravado em estúdio e com completa participação de The Violators.
Em 2011, Vile lançou seu quarto álbum de estúdio, Smoke Ring for My Halo, que aumentou significantemente sua fama. Seu quinto álbum, Wakin on a Pretty Daze, foi lançado em 2013, com Laakso substituindo Ganduciel na banda de apoio. Em 2016, Vile lançou seu sexto álbum, b'lieve I'm goin down....